# 143 Puppis
143 Puppis (d¹ Puppis) é uma estrela na direção da Puppis. Possui uma ascensão reta de 07h 39m 27.35s e uma declinação de −38° 18′ 29.0″. Sua magnitude aparente é igual a 4.84. Considerando sua distância de 574 anos-luz em relação à Terra, sua magnitude absoluta é igual a −1.39. Pertence à classe espectral B3V.